# ゴー・ストップベースボール
ゴー・ストップベースボールとは、野球の一種であり、主に小学校の体育の授業等で使われる。

## 準備
塁を置き、各塁の付近に円を置く。

## ルール
- 守備位置は、通常の野球と同じ
- フライはアウト
- 3アウトか打者一順で交代
- 攻撃側がゴロを打つと、守備側は、ボールを取り一塁の円の中に行くか、一塁にボールを投げる。しかし、それだけではアウトにはならない。円の中に、ボールを持っている人と、持っていない人が入り、打者が塁につく前に「ストップ」をコールすれば打者はアウトとなる。タッチアウトは無効
- 打者が二、三塁に進もうとしているとき、守備側がストップとコールしても、アウトにはならず、前の塁に戻らなければならない
- バントは無し
- 投手は攻撃側がし、どこからでも投げることができる。（ファウルゾーン以外）ただし、守備側の投手も用意する。
- 盗塁は無し